# Maria Teresa av Spanien (1882–1912)

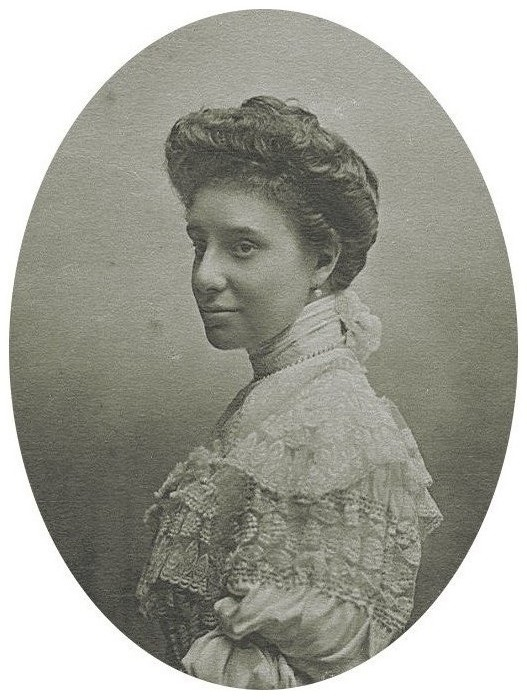
Maria Teresa av Spanien

Maria Teresa av Spanien, född 1882 i Madrid , död 1912 i barnsäng i Madrid, var spansk infantinna (prinsessa) och genom giftermål prinsessa av Bayern. Hon var dotter till Alfons XII av Spanien och gift i Madrid 1906 med sin kusin Ferdinand Maria av Bayern. 

## Barn
- Luís Alfonso, infant av Spanien (1906-1983)
- José Eugenio, infant av Spanien (1909-1966); gift 1933 med Maria de la Asunción (Marisol) Solange Mesia y de Lesseps (1911-2005)
- Maria de las Mercedes, infanta av Spanien, (1911-1953); gift 1946 med furst Irakli Bagration-Moukhransky (1909-1977)
- Maria del Pilar, infanta av Spanien (1912-1918)